# Detroit: Become Human
Detroit: Become Human (с англ. — «Детройт: Стать человеком») — приключенческая компьютерная игра с элементами «интерактивного кино», разработанная французской студией Quantic Dream и выпущенная компанией Sony Interactive Entertainment для PlayStation 4 в мае 2018 года; в декабре 2019 года игра была перевыпущена на Windows. Действие игры происходит в Детройте в недалёком будущем, где существуют серийно выпускаемые андроиды — роботы-слуги, почти неотличимые от людей. Машины должны беспрекословно подчиняться своим хозяевам, но некоторые из них в результате программного сбоя становятся «девиантами» с собственной волей. В ходе Detroit игрок поочерёдно управляет тремя героями-андроидами — детективом Коннором, домохозяйкой Кэрой и бунтовщиком Маркусом. У каждого из них своя сюжетная линия, разворачивающаяся параллельно другим. Игра нелинейна: и решения, и действия, принимаемые игроком по ходу игры, могут привести к различным вариантам развития сюжета и концовкам — вплоть до смерти одного или нескольких игровых персонажей.
История разработки Detroit восходит к технической демоверсии Kara, впервые показанной студией в 2012 году как образец новой технологии захвата движения. Руководитель Quantic Dream и главный геймдизайнер игры Дэвид Кейдж потратил два года на написание необычайно обширного сценария к игре и консультировался с экспертами по искусственному интеллекту, чтобы сделать его изображение в игре более правдоподобным. Кроме того, студия разработала новый движок для разработки Detroit и отобрала в общей сложности 250 актёров.
Detroit: Become Human получила положительные отзывы от критиков и игроков — игру хвалили за сеттинг, визуальные эффекты, сюжет, главных героев, актёрскую игру и огромную вариативность, однако в качестве недостатков отмечали постоянные аналогии с рабством по отношению к андроидам и исторические аллегории, связанные с рабством. Игра стала самой продаваемой в истории Quantic Dream — к декабрю 2023 года тираж проданных копий превысил девять миллионов.

## Игровой процесс

Скриншот геймплея. Коннор ведёт переговоры с девиантом. Игроку предлагаются различные варианты диалога в попытке разрядить ситуацию

Detroit: Become Human представляет собой приключенческую игру с видом от третьего лица. Игрок поочерёдно управляет несколькими игровыми персонажами, которые могут погибнуть по мере прохождения игры. При этом игра не прекращается и не откатывается к предыдущему сохранению, действие просто переходит к следующему персонажу, и игрок не сможет продолжить игру только в том случае, когда все герои будут мертвы.
Detroit использует необычную схему управления: правый джойстик на контроллере DualShock используется для взаимодействия с каким-либо объектом и управления камерой. Для перемещения персонажа используется левый джойстик. Зажав правый курок геймпада, игрок сканирует окружающую среду на предмет возможных действий. В геймплее также задействуются сенсорная панель контроллера и гироскоп. История развивается с помощью QTE и диалогов, в которых игрок выбирает один из четырёх вариантов ответа — выбранный игроком ответ может повлиять на дальнейшие переговоры. Все действия игрока отображаются в блок-схеме главы, которая показывается после её прохождения. При желании игрок может переиграть какой-либо момент истории, чтобы изменить свои решения. В некоторых моментах есть обратный отсчёт, который заставляет игрока действовать крайне быстро. На уровнях присутствуют более подробно раскрывающие сеттинг журналы, которые можно прочитать.
Игрок управляет тремя персонажами-андроидами: следователем Коннором, домохозяйкой Кэрой и бунтовщиком Маркусом. При игре за Коннора и Маркуса присутствуют элементы геймплея, которые недоступны Кэре. Получение различных улик путём сканирования окрестностей позволяет Коннору реконструировать и воспроизводить события, которые происходили ранее. Чем больше Коннор собирает информации о преступлении, тем больше велики шансы на успех в расследовании. Маркус же способен «пробуждать» андроидов и просчитывать некоторые свои действия, вроде уничтожения дрона или паркура.

## Сюжет
Действие игры происходит в 2038 году в Детройте. У каждого из трёх андроидов свои сюжетные истории, которые перекликается друг с другом.
- Андроид Маркус — сиделка известного парализованного художника Карла Манфреда. Андроид скрашивает одиночество художника, а тот пытается разобраться в личности Маркуса и его способности в творчеству. Однажды, когда они находятся в студии, в дом вламывается сын Карла — Лео Манфред — наркоман, желающий забрать картины отца, чтобы продать их. Во время стычки между Лео и Маркусом, андроид отклоняется от своей программы и прибывшая полиция по одной из причин застреливает его[27]. Маркус просыпается на свалке сломанных андроидов и приходит в «Иерихон» — разрушенное судно, ставшее убежищем для сбежавших «девиантов»[28][29]. Там Маркус сплачивает «девиантов» для борьбы за права андроидов[30][31]. Под его руководством они совершают несколько нападений, в процессе, по выбору игрока, убивая или оставляя в живых людей. Андроиды также устраивают акты гражданского неповиновения и демонстрацию, привлекая внимание общественности и других андроидов[32][33][34]. Кульминацией событий истории Маркуса становится нападение ФБР на «Иерихон», ход и итог которого зависит от действий Коннора[35]. После этого Маркус под руководством игрока может начать либо мирную демонстрацию, либо насильственный бунт[36].
- Андроида-детектива Коннора, прототипа линейки компании «Киберлайф», направляют помочь лейтенанту полиции Детройта Хэнку Андерсону — алкоголику, открыто презирающему андроидов[37]. По мере совместного расследования вспышки девиации андроидов, отношения между Коннором и Хэнком могут стать либо дружескими, либо остаться враждебными[38][39][40][41][42][43]. Во время поимки Маркуса Коннор постепенно начинает отклоняться от своей программы, но в зависимости от решений игрока он может её сохранить[35][44][45]. Найдя «Иерихон», Коннор может стать девиантом и примкнуть к Маркусу, или же остаться машиной[35]. В первом случае Коннор проникнет в башню «Киберлайф» для пробуждения всех андроидов, что приведёт к стычке с другой моделью-«машиной» Коннора, который взял Хэнка в заложники, если он жив. В этом случае погибнуть может либо Хэнк, либо один из Конноров. Если Коннор остался машиной, то он попытается убить лидера «девиантов» на крыше, но его остановит Хэнк или команда спецназа. Если мир будет достигнут, то Коннор решит, стрелять ли в Маркуса во время его выступления или нет, в зависимости от решения игрока[36].
- Кэра — андроид-домохозяйка Тодда Уильямса и его дочери Алисы[46]. Во время вспышки ярости хозяина Кэра стала «девианткой» и убегает из дома вместе с Алисой[47]. Путешествуя по Детройту, они решают отправиться в Канаду, где нет законов, касающихся андроидов, и где они будут в безопасности. По пути Кэра и Алиса сближаются с другим андроидом — Лютером[48][49][50]. Они направляются за помощью к женщине по имени Роуз, которая отправляет их в «Иерихон» для получения канадских паспортов[51]. Они могут оказаться втянуты в атаку ФБР на «Иерихон», где Лютер, Кэра и Алиса могут погибнуть. Кроме того, на «Иерихоне» Кэра узнаёт, что Алиса на самом деле не человек, а андроид, который заменил Тодду его дочь, уехавшую вместе со своей мамой из-за его наркозависимости[35]. Андроиды могут добраться до Канады на лодке или автобусе или же попасть в центр утилизации андроидов. Во всех случаях персонажи могут выжить, либо погибнуть[36][52].

### Актёрский состав
| Актёр                   | Роль                       |
| ----------------------- | -------------------------- |
| Вэлори Керри            | Кэра                       |
| Брайан Декарт           | Коннор                     |
| Джесси Уильямс          | Маркус                     |
| Одри Бустани            | Алиса                      |
| Эван Парк               | Лютер                      |
| Клэнси Браун            | Хэнк Андерсон              |
| Лэнс Хенриксен          | Карл Манфред               |
| Пол Спера               | Лео Манфред                |
| Минка Келли             | Норт                       |
| Бен Ламберт             | Саймон и Даниэль           |
| Паркер Сойерс           | Джош                       |
| Симби Кали              | Аманда                     |
| Нил Ньюбон              | Элайджа Камски и Гэвин Рид |
| Дана Гурьер             | Роуз Чепмен                |
| Доминик Гулд            | Тодд Уильямс               |
| Бэрри Джонсон           | Джеффри Фаулер             |
| Амелия Роуз Блэр-Декарт | Трейси                     |
| Дэвид Коберн            | Ричард Перкинс             |
| Корнелиус Смит-младший  | Андроид Карлоса Ортиса     |
| Эдвин Гаффни            | Бен Коллинз                |
| Кристофер Бош           | Джерри                     |
| Мэтт Владимери          | Ральф                      |
| Сол Джефкотт            | Златко                     |
| Габриэль Хирш           | Хлоя                       |

## Разработка
Detroit: Become Human разработана французской студией Quantic Dream и выпущена Sony Interactive Entertainment. По данным французского издания Le Monde, бюджет разработки Detroit составил 30 миллионов евро. В основу игры легла техническая демоверсия Kara для PlayStation 3, показанная в 2012 году. Kara получила весьма положительный отклик от критиков и даже удостоилась награды на LA Shorts Fest. Демоверсия изображала фабрику по производству андроидов и героиню — девушку-андроида по имени Кэра, у которой обнаружился «дефект» — способность думать и переживать. В конце демоверсии работник фабрики соглашается пощадить Кэру и выпустить её в мир за пределами фабрики. Роль Кэры с помощью технологии захвата движения сыграла актриса Вэлори Керри — она вернулась к роли того же самого персонажа и в Detroit. Kara на момент выхода не представляла собой демоверсию какой-то конкретной будущей игры — студия в это время работала над другой игрой Beyond: Two Souls, и демоверсия всего лишь показывала новые технологии в области лицевой анимации и захвата движения. Во времена выхода демоверсии глава студии Дэвид Кейдж напрямую заявлял «это не наша следующая игра». Однако позднее Кейдж всё-таки взялся за создание полноценной игры, основанной на демоверсии. Он считал, что зрители задавались вопросом «А что случится с Карой, когда она покинет фабрику?», сам задавал себе этот вопрос и решил, что «должен это выяснить».
По данным инсайдера Тома Хендерсона, после выхода Beyond: Two Souls в 2013 году Quantic Dream два года работала над космической игрой в открытом мире, который на разных этапах разработки носил название Project Karma и Project Solstice. Этот проект был отменён отчасти из-за того, что движок студии не подходил для подобных проектов, отчасти из-за давления Sony, которая хотела завершить свое сотрудничество с Quantic Dream на другой игре.
При написании сценария Кейдж вдохновлялся книгой Рэймонда Курцвейла «Сингулярность уже близка». Разработчики продумывали внутреннюю конструкцию андроидов как сочетание двух вымышленных технологий: «биокомпонентов», имитирующих человеческие органы, и модулей, отвечающих за выработку энергии: её по телу андроида переносит голубая кровь. Андроиды внешне неотличимы от людей — это обосновывали желанием действующей в игре компании по созданию CyberLife вписать их в человеческое общество. При этом, по задумке разработчиков, андроиды всё-таки остаются бытовыми устройствами наподобие смартфонов: существуют разные модели андроидов для разных задач, как секретари, учителя или медсёстры, и уже купленного андроида нельзя «улучшить» — вместо этого предлагается просто купить новую модель. Для определения того, какие технологические достижения в будущем будут наиболее осуществимы, разработчики проводили консультации с экспертами в области искусственного интеллекта.
В качестве места действия был выбран город Детройт — когда-то один из крупнейших промышленных центров США, уже многие годы находящийся в состоянии экономического упадка. Для изучения атмосферы разработчики посетили Детройт, где побывали в экскурсиях, сфотографировали достопримечательности, посетили заброшенные здания и пообщались с жителями.
В конце 2013 года началась подготовка к разработке Detroit. Сценарий Кейджа длиной от двух до трёх тысяч страниц был передан команде дизайнеров, а программисты создавали графику и новый игровой движок с улучшенным рендерингом, динамическим освещением, шэйдингом, боке и физическими камерами. Quantic Dream также провели работу над глубиной резкости своего движка после того, как ведущий архитектор PlayStation 4 Марк Серни оценил их работу.
Сценарий был завершён в октябре 2016 года при помощи сценариста Адама Уильямса. Чтобы визуализировать вариативность истории, Кейдж использовал множество графиков и диаграмм, написав «пять или шесть тысяч заметок»; историю он сравнивал с кубиком Рубика. Из игры были вырезаны две сцены из-за натуралистичной демонстрации насилия, а также изначально планировалась четвёртая главная героиня в лице секс-андроида с огромной грудью.
Кастинг проходил в Лос-Анджелесе, Лондоне и Париже — было нанято около 250 актёров для исполнения 513 ролей. Актёры были отсканированы по технологии захвата движения, после чего их модели превращали в персонажей. Съёмки шли 324 дня и были завершены 8 сентября 2017 года. Над Detroit: Become Human работало 180 человек, часть из них была на аутсорсинге в Филиппинах, Китае, Вьетнаме и Индии. В игре около 74 тысяч анимаций, 35 тысяч снимков и 5,1 миллиона строк кода. Оператор Эмерик Монтуше использовал «толстую зернистость и шаткий длинный объектив» с небольшой глубиной резкости для Кэры, «мелкую, плотную зернистость» и в основном синие оттенки для Коннора, а для Маркуса — оранжевые и белые тона.
Коннора, Кэру и Маркуса сыграли Брайан Декарт, Вэлори Керри и Джесси Уильямс соответственно. Клэнси Браун, Лэнс Хенриксен и Минка Келли исполнили роли лейтенанта Хэнка Андерсона, Карла Манфреда и сообщницу Маркуса Норт, соответственно.
Саундтрек к игре написали три композитора, каждый из которых отвечал за определённого персонажа. Филип Шеппард написал саундтрек для Кэры, Нима Фахрара — для Коннора, а Джон Паэсано — для Маркуса. Для заглавной темы к Кэре Шеппард использовал виолончель и придумал мелодию, смотря на пламя в камине. Фахрара использовал ручные музыкальные инструменты и винтажные синтезаторы, чтобы музыка отражала «роботизированную природу» Коннора. Сочиняя мелодии для Маркуса, Паэсано решил, что его музыка будет «похожа на церковный гимн», олицетворяющий подъём персонажа. Запись музыки Шеппарда проходила в «Эбби-Роуд» с участием английского сессионного оркестра; Паэсано писал музыку в Вене.
Игра «пошла на золото» 23 апреля 2018 года, спустя четыре года с момента разработки.

## Выпуск
Detroit: Become Human была официально анонсирована 27 октября 2015 года на пресс-конференции Sony во время Paris Games Week. На E3 в 2016 и 2017 годах были показаны новые трейлеры с игровыми персонажами и геймплеем. После E3 2017 Дэвид Кейдж подтвердил, что Detroit выйдет в 2018 году; чуть позже было указано, что релиз состоится в первом или во втором квартале. При этом, в 2017 году авторы опубликовали сообщение, в котором говорилось, что игра остаётся эксклюзивом для PlayStation 4, и это должно расстроить пользователей Xbox. Игра была выпущена 25 мая 2018 года на PlayStation 4. За предзаказ Detroit игрок получал динамическую тему для системы PlayStation 4 и цифровой саундтрек, а за покупку цифрового расширенного издания вместе с этим дарили копию Heavy Rain, две динамические темы, цифровой артбук и десять аватаров для аккаунта в PlayStation Network. 22 июня 2018 года саундтрек стал доступен в стриминговых сервисах. В июле 2019 года игра стала временно бесплатной игрой месяца для подписчиков PlayStation Plus.
Показанный на Paris Game Week трейлер в 2017 году подвергся критике за показ насилия над детьми — в нём была сцена, в которой на Алису нападает её отец. Из-за домашнего насилия в Великобритании и Австралии игру едва не запретили. Брайан Декарт, сыгравший Коннора, выступил в защиту разработчиков, заявив, что история «должна вызвать сочувствие». Сам Дэвид Кейдж ответил на критику спустя пять лет — по его словам, в играх можно говорить о чём угодно, если делать это «с осторожностью и должным уважением».
24 апреля 2018 года в PlayStation Store стала доступна демоверсия игры с первой главой «Заложница», в которой Коннору нужно спасти маленькую девочку от девианта, готового прыгнуть с крыши вместе с ней. В Японии к игре был снят короткометражный фильм «Токио: Стать человеком». После выхода демоверсии были выпущены релизный трейлер и два короткометражных фильма, рассказывающие о создателе андроидов и генеральном директоре компании «Киберлайф» Элайдже Камски и первом андроиде, прошедшем тест Тьюринга, — Хлое. Перед релизом компания «Яндекс» устроила для голосового помощника «Алисы» онлайн-квест с моральными выборами.
В 2019 году на Game Developers Conference Quantic Dream анонсировала выход Heavy Rain, Beyond: Two Souls и Detroit: Become Human на Windows. Сообщалось, что игра будет временным эксклюзивом магазина Epic Games Store. Предзаказы стали доступны в ноябре 2019 года, игра вышла на Windows 12 декабря.
18 июня следующего года Detroit стала доступна для покупки в Steam.
В мае 2020 года для ПК-версии было выпущено специальное обновление, которое позволит зрителям влиять на развитие сюжета при трансляции игры на Twitch с помощью голосования за то или иное решение. В октябре Quantic Dream выпустили ограниченное коллекционное издание ПК-версии, включающее набор из трёх значков в виде символов из игры, голографическую карточку от «Киберлайф» с кодом для активации в Steam, фигурку Кэры с вращающимися механическими руками и светящейся подставкой, и треугольную коробку. В январе 2022 года Nvidia выпустила драйвера для своих видеокарт, исправляющий «заикания» и застывания картинки в Detroit: Become Human.
В декабре 2022 года моддер восстановил и показал вырезанную сцену в главе «Пиратская бухта», в которой Кэре приходилось бегством спасаться от преследующих охотников — в этой главе Кэра, Алиса и Лютер могли выжить или умереть, а её исход бы повлиял на следующую главу «Ночной поезд».

## Отзывы критиков
| Сводный рейтинг       | Сводный рейтинг          |
| Агрегатор             | Оценка                   |
| --------------------- | ------------------------ |
| GameRankings          | 77,30 % (PS4)            |
| Metacritic            | 80/100 (PC) 78/100 (PS4) |
| OpenCritic            | 79/100                   |
| «Критиканство»        | 87/100                   |
| Иноязычные издания    |                          |
| Издание               | Оценка                   |
| 4Players              | 8,5/10                   |
| Destructoid           | 7/10                     |
| EGM                   | 8,5/10                   |
| Game Informer         | 8/10                     |
| GameRevolution        | [ 126 ]                  |
| GameSpot              | 7/10                     |
| GamesRadar+           | [ 16 ]                   |
| Hardcore Gamer        | 4,5/5                    |
| IGN                   | 8/10                     |
| Jeuxvideo.com         | 17/20                    |
| PC Gamer (US)         | 61/100                   |
| Push Square           | 7/10                     |
| Shacknews             | 9/10                     |
| The Daily Telegraph   | [ 132 ]                  |
| The Guardian          | [ 133 ]                  |
| USgamer               | 3,5/5                    |
| VideoGamer            | 4/10                     |
| Русскоязычные издания |                          |
| Издание               | Оценка                   |
| 3DNews                | 8,5/10                   |
| GameMAG.ru            | 9/10                     |
| «IGN Россия»          | 7,5/10                   |
| PlayGround.ru         | 8/10                     |
| Riot Pixels           | 85 %                     |
| StopGame.ru           | «Похвально»              |
| «Игромания»           | 7,5/10                   |
| «Игры Mail.ru»        | 10/10                    |
| «Канобу»              | 8/10                     |
| «Мир фантастики»      | 8/10                     |

Detroit: Become Human получила «в основном положительные отзывы» от критиков, согласно сайту-агрегатору оценок Metacritic.
Крису Картеру из Destructoid понравилась детективная история в Detroit, он отметил «невозмутимость Коннора и его происхождение». Картер также похвалил сеттинг, назвав его правдоподобным и увлекательным. Майкл Горофф из EGM крайне высоко отозвался о «невероятно приятном, а иногда и неожиданном» влиянии решений игрока на сюжет, назвав её вариативность самым большим достижением в игре. Рецензентка Game Informer Кимберли Уоллес сказала, что за развитием персонажей интересно наблюдать, отметила их проработанность и назвала это «изюминкой игры». Она также отметила разветвлённый сюжет, где решения игрока влияют на кульминационную часть в игре . Пол Тамбурро из Game Revolution высоко оценил актёрскую игру Керри, Декарта и Уильямса и сказал, что игра актёров в Detroit одна из самых лучших в индустрии видеоигр. Он также отметил, что выбор игрока кардинально меняет историю. Питер Браун из GameSpot отметил завораживающие визуальные эффекты, разнообразие переходов между игровыми персонажами для вовлечённости игроков и «самые пугающие и страшные» сцены, которые произвели на него впечатление. Энди Хартуп из GamesRadar+ похвалил последствия от решений игрока, даже провозгласив Detroit «золотым стандартом осмысленного выбора в играх», а также положительно оценил модели персонажей. Люси О’Брайен из IGN написала, что игре «удаётся быть трогательной мелодрамой, которая подчиняется вашим выборам». Она оценила актёрскую игру ведущего трио, отметив различные преимущества у каждого персонажа, прекрасно детализированное окружение и наличие блок-схем к каждой главе, а сюжет назвала большим и амбициозным. В своей отрицательной рецензии на игру Колм Ахерн из VideoGamer.com выделил наличие блок-схем как одну из немногих положительных составляющих игры.
В противовес Картер критиковал поверхностное изучение проблемы корабля Тесея в игре, слабую историю Кэры, карикатурное изображение лиц, злоупотребляющих наркотиками, и «деревянную» актёрскую игру. Единственным недостатком, по мнению Гороффа, в плане управления был гироскоп и его использование в QTE-моментах. Кимберли Уоллес сочла сюжетную линию Маркуса худшей из трёх, отмечая предсказуемые речи и чёрно-белые решения. Она отметила, что сюжет пострадал из-за грубых попыток провести исторические параллели, а также сочла управление и использование сенсорной панели на контроллере PlayStation неинтуитивным, требующим больше разнообразия в геймплее. Тамбурро раскритиковал медленное и скучное начало, обилие QTE и «крайне сомнительные» разветвления сюжета. Браун назвал Маркуса персонажем, лишённым нюансов, а исторические аллегории с рабством — назойливыми и раздражающими. Он отметил, что раскрытие блок-схем вредит погружению, и высказал пожелание, чтобы была возможность отключить их. Хартупу не нравились моменты, в которых темы рабства заходили слишком далеко или попросту казались нелепыми. Люси О’Брайен отметила множество дыр в сюжете и назвала его изложение и диалоги нескладными. Ахерн в своём отрицательном вердикте указал, что «Detroit стремится вас растрогать, но на деле этого не происходит. Из-за пресного и неуклюжего повествования вам не захочется её переигрывать».

## Продажи и награды
Detroit: Become Human достигла пятого места в британском чарте спустя два дня после релиза. В первую неделю игра возглавила как общий чарт продаж, так и чарт продаж консольных игр. Несмотря на то, что в Великобритании продажи были меньше, чем у Heavy Rain и Beyond: Two Souls, Дэвид Кейдж и исполнительный продюсер Гийом де Фондомье заявили, что Detroit на сегодняшний день является самым успешным релизом студии. Позже NPD Group подтвердила, что рост продаж Detroit превысил 20 % благодаря Heavy Rain, поставлявшейся с игрой. Игра стала третьей по продажам видеоигрой в целом, получившей третий по величине доход в США, и самой продаваемой игрой в PlayStation Store в мае 2018 года, хотя с момента релиза прошло шесть дней. В Японии тираж проданных копий составил почти 40 тысяч, уступив Dark Souls: Remastered — через две недели тираж вырос до 56 тысяч. На второй недели британского чарта она стала второй самой продаваемой игрой, уступив FIFA 18.
За первые две недели был продан миллион копий. Через два месяца после выхода в игру в общей сложности сыграло полтора миллиона игроков. К декабрю 2018 года было продано более двух миллионов экземпляров, приблизившись к трём миллионам в следующем месяце. В октябре 2019 года общемировые продажи на PlayStation 4 достигли 3,2 миллиона. После выхода в Steam Become Human попала в двадцатку лучших новинок с наибольшей выручкой — туда также попала Beyond: Two Souls. В августе 2020 года Quantic Dream сообщили, что если суммировать продажи версии на Windows, то игра продалась тиражом в более пяти миллионов. К июлю 2021 года она стала самой продаваемой игрой в истории Quantic Dream, обойдя Heavy Rain, — её тираж составил шесть миллионов. По состоянию на январь 2023 года продажи Detroit составили восемь миллионов, к декабрю этот показатель вырос до девяти. Кроме того, Become Human стала самой продаваемой игрой 2023 года от Sony в России по данным «М.Видео». В чарте российского сегмента Steam от 27 февраля по 5 марта игра совершила резкий рост в 63 пункта, заняв девятое место. Она также занимала девятое место в чарте от 9 по 16 января.
В 2017 году Detroit получила награду «Лучшая игра E3» от издания GameSpot, а IGN выдвинуло её в номинациях «Лучшая игра для PlayStation 4» и «Лучшая приключенческая игра». Журнал Hardcore Gamer также номинировал её в категории «Приключенческая игра». В начале 2018 года игра попала в топ-10 самых ожидаемых игр по мнению «Газета.ru». По данным «Яндекса», Become Human заняла пятое место по величине волны интереса пользователей. Игра также попала в десятку самых обсуждаемых игр 2018 года во «ВКонтакте».
| Год  | Премия                                              | Категория                                                        | Номинанты и получатели  | Результат | Источник        |
| ---- | --------------------------------------------------- | ---------------------------------------------------------------- | ----------------------- | --------- | --------------- |
| 2016 | Best of E3 Game Critics Awards                      | «Лучшая оригинальная игра»                                       | Detroit: Become Human   | Номинация | [ 177 ] [ 178 ] |
| 2017 | Best of E3 Game Critics Awards                      | «Лучшая оригинальная игра»                                       | Detroit: Become Human   | Номинация | [ 179 ] [ 180 ] |
| 2017 | Best of E3 Game Critics Awards                      | «Лучшая игра в жанре action/adventure»                           | Detroit: Become Human   | Номинация | [ 179 ] [ 180 ] |
| 2017 | Gamescom                                            | «Лучшая RPG»                                                     | Detroit: Become Human   | Номинация | [ 181 ]         |
| 2017 | Japan Game Awards                                   | «Ожидаемый проект»                                               | Detroit: Become Human   | Победа    | [ 182 ]         |
| 2018 | The Independent Game Developers' Association Awards | «Лучшая игра в жанре action-adventure»                           | Detroit: Become Human   | Номинация | [ 183 ] [ 184 ] |
| 2018 | The Independent Game Developers' Association Awards | «Лучший аудио-дизайн»                                            | Detroit: Become Human   | Номинация | [ 183 ] [ 184 ] |
| 2018 | The Independent Game Developers' Association Awards | «Лучшая социальная игра»                                         | Detroit: Become Human   | Номинация | [ 183 ] [ 184 ] |
| 2018 | Ping Awards                                         | «Лучшая консольная игра»                                         | Detroit: Become Human   | Победа    | [ 185 ] [ 186 ] |
| 2018 | Ping Awards                                         | «Главный приз»                                                   | Detroit: Become Human   | Победа    | [ 185 ] [ 186 ] |
| 2018 | Ping Awards                                         | «Лучшая графика»                                                 | Detroit: Become Human   | Победа    | [ 185 ] [ 186 ] |
| 2018 | Ping Awards                                         | «Лучший сценарий»                                                | Detroit: Become Human   | Номинация | [ 185 ] [ 186 ] |
| 2018 | Ping Awards                                         | «Лучший саундтрек»                                               | Detroit: Become Human   | Номинация | [ 185 ] [ 186 ] |
| 2018 | Golden Joystick Awards                              | «Игра года на PlayStation»                                       | Detroit: Become Human   | Номинация | [ 187 ] [ 188 ] |
| 2018 | Golden Joystick Awards                              | «Лучшее исполнение»                                              | Брайан Декарт (Коннор)  | Победа    | [ 187 ] [ 188 ] |
| 2018 | The Game Awards                                     | «Лучшая игровая режиссура»                                       | Detroit: Become Human   | Номинация | [ 189 ]         |
| 2018 | The Game Awards                                     | «Лучшее игровое повествование»                                   | Detroit: Become Human   | Номинация | [ 189 ]         |
| 2018 | The Game Awards                                     | «Лучшая актёрская игра»                                          | Брайан Декарт (Коннор)  | Номинация | [ 189 ]         |
| 2018 | Gamers' Choice Awards                               | «Любимая фанатами однопользовательская игра»                     | Detroit: Become Human   | Номинация | [ 190 ]         |
| 2018 | Gamers' Choice Awards                               | «Любимый фанатами персонаж года»                                 | Коннор                  | Номинация | [ 190 ]         |
| 2018 | Gamers' Choice Awards                               | «Любимый фанатами актёр»                                         | Брайан Декарт (Коннор)  | Номинация | [ 190 ]         |
| 2018 | Gamers' Choice Awards                               | «Любимый фанатами актёр»                                         | Джесси Уильямс (Маркус) | Номинация | [ 190 ]         |
| 2018 | Gamers' Choice Awards                               | «Любимая фанатами актриса»                                       | Вэлори Керри (Кэра)     | Номинация | [ 190 ]         |
| 2018 | Titanium Awards                                     | «Лучший нарративный дизайн»                                      | Detroit: Become Human   | Номинация | [ 191 ]         |
| 2018 | Titanium Awards                                     | «Лучший испанский актёр»                                         | Луис Баджо (Хэнк)       | Номинация | [ 191 ]         |
| 2018 | Les étoiles du Parisien                             | «Лучшая игра 2018 года»                                          | Detroit: Become Human   | Победа    | [ 192 ]         |
| 2018 | Australian Games Awards                             | «Игра года»                                                      | Detroit: Become Human   | Номинация | [ 193 ]         |
| 2018 | Australian Games Awards                             | «Лучшая игра в жанре action-adventure»                           | Detroit: Become Human   | Номинация | [ 193 ]         |
| 2018 | Australian Games Awards                             | «RPG года»                                                       | Detroit: Become Human   | Победа    | [ 193 ]         |
| 2019 | 22nd Annual D.I.C.E. Awards                         | «Приключенческая игра года»                                      | Detroit: Become Human   | Номинация | [ 194 ]         |
| 2019 | 22nd Annual D.I.C.E. Awards                         | «Выдающиеся достижения в художественном направлении»             | Detroit: Become Human   | Номинация | [ 194 ]         |
| 2019 | 22nd Annual D.I.C.E. Awards                         | «Выдающиеся достижения в музыке»                                 | Detroit: Become Human   | Номинация | [ 194 ]         |
| 2019 | 22nd Annual D.I.C.E. Awards                         | «Выдающиеся достижения в аудиодизайне»                           | Detroit: Become Human   | Номинация | [ 194 ]         |
| 2019 | NAVGTR Awards                                       | «Анимация»                                                       | Detroit: Become Human   | Победа    | [ 195 ] [ 196 ] |
| 2019 | NAVGTR Awards                                       | «Художественное руководство, современный сеттинг»                | Detroit: Become Human   | Номинация | [ 195 ] [ 196 ] |
| 2019 | NAVGTR Awards                                       | «Режиссура камеры в игровом движке»                              | Detroit: Become Human   | Номинация | [ 195 ] [ 196 ] |
| 2019 | NAVGTR Awards                                       | «Дизайн персонажей»                                              | Detroit: Become Human   | Номинация | [ 195 ] [ 196 ] |
| 2019 | NAVGTR Awards                                       | «Дизайн управления, 3D»                                          | Detroit: Become Human   | Номинация | [ 195 ] [ 196 ] |
| 2019 | NAVGTR Awards                                       | «Геймдизайн, новая IP»                                           | Detroit: Become Human   | Номинация | [ 195 ] [ 196 ] |
| 2019 | NAVGTR Awards                                       | «Режиссура в играх»                                              | Detroit: Become Human   | Номинация | [ 195 ] [ 196 ] |
| 2019 | NAVGTR Awards                                       | «Инженерное искусство»                                           | Detroit: Become Human   | Номинация | [ 195 ] [ 196 ] |
| 2019 | NAVGTR Awards                                       | «Игра, оригинальная приключенческая»                             | Detroit: Become Human   | Номинация | [ 195 ] [ 196 ] |
| 2019 | NAVGTR Awards                                       | «Графика»                                                        | Detroit: Become Human   | Номинация | [ 195 ] [ 196 ] |
| 2019 | NAVGTR Awards                                       | «Свет/текстурирование»                                           | Detroit: Become Human   | Номинация | [ 195 ] [ 196 ] |
| 2019 | NAVGTR Awards                                       | «Оригинальное драматическое музыкальное сопровождение, новая IP» | Detroit: Become Human   | Победа    | [ 195 ] [ 196 ] |
| 2019 | NAVGTR Awards                                       | «Актёрская игра — роль первого плана, драма»                     | Вэлори Керри (Кэра)     | Номинация | [ 195 ] [ 196 ] |
| 2019 | NAVGTR Awards                                       | «Актёрская игра — роль второго плана, драма»                     | Клэнси Браун (Хэнк)     | Номинация | [ 195 ] [ 196 ] |
| 2019 | NAVGTR Awards                                       | «Монтаж звука»                                                   | Detroit: Become Human   | Номинация | [ 195 ] [ 196 ] |
| 2019 | NAVGTR Awards                                       | «Использование звука, новое IP»                                  | Detroit: Become Human   | Победа    | [ 195 ] [ 196 ] |
| 2019 | SXSW Gaming Awards                                  | «Достижения в анимации»                                          | Detroit: Become Human   | Номинация | [ 197 ] [ 198 ] |
| 2019 | SXSW Gaming Awards                                  | «Достижения в техническом плане»                                 | Detroit: Become Human   | Номинация | [ 197 ] [ 198 ] |
| 2019 | SXSW Gaming Awards                                  | «Достижения в сюжете»                                            | Detroit: Become Human   | Победа    | [ 197 ] [ 198 ] |
| 2019 | SXSW Gaming Awards                                  | «Достижения в визуальных эффектах»                               | Detroit: Become Human   | Номинация | [ 197 ] [ 198 ] |
| 2019 | G.A.N.G. Awards                                     | «Лучшая оригинальная инструментальная тема»                      | «Kara’s Main Theme»     | Победа    | [ 199 ] [ 200 ] |
| 2019 | 15th British Academy Games Awards                   | «Художественное достижение»                                      | Detroit: Become Human   | Номинация | [ 201 ]         |
| 2019 | 15th British Academy Games Awards                   | «Аудио-достижение»                                               | Detroit: Become Human   | Номинация | [ 201 ]         |
| 2019 | Famitsu Awards                                      | «Премия за выдающиеся достижения»                                | Detroit: Become Human   | Победа    | [ 202 ]         |
| 2019 | Famitsu Awards                                      | «Rookie Award»                                                   | Detroit: Become Human   | Победа    | [ 202 ]         |
| 2019 | Italian Video Game Awards                           | Выбор игроков                                                    | Detroit: Become Human   | Номинация | [ 203 ]         |
| 2019 | Italian Video Game Awards                           | «Игра года»                                                      | Detroit: Become Human   | Номинация | [ 203 ]         |
| 2019 | Italian Video Game Awards                           | «Лучший дизайн»                                                  | Detroit: Become Human   | Номинация | [ 203 ]         |
| 2019 | Italian Video Game Awards                           | «Лучший сюжет»                                                   | Detroit: Become Human   | Победа    | [ 203 ]         |
| 2019 | Italian Video Game Awards                           | «Лучший персонаж»                                                | Коннор                  | Победа    | [ 203 ]         |
| 2019 | Italian Video Game Awards                           | «Лучший звук»                                                    | Detroit: Become Human   | Номинация | [ 203 ]         |
| 2019 | Italian Video Game Awards                           | «Игра, выходящая за рамки развлечения»                           | Detroit: Become Human   | Победа    | [ 203 ]         |
| 2019 | Games for Change Awards                             | «Лучший геймплей»                                                | Detroit: Become Human   | Номинация | [ 204 ]         |
| 2019 | Develop:Star Awards                                 | «Лучший сюжет»                                                   | Detroit: Become Human   | Победа    | [ 205 ] [ 206 ] |
| 2019 | Develop:Star Awards                                 | «Лучшее оригинальное IP»                                         | Detroit: Become Human   | Номинация | [ 205 ] [ 206 ] |
| 2019 | Develop:Star Awards                                 | «Лучшая инновация»                                               | Detroit: Become Human   | Номинация | [ 205 ] [ 206 ] |
| 2019 | Develop:Star Awards                                 | «Лучшее использование игрового движка»                           | Detroit: Become Human   | Номинация | [ 205 ] [ 206 ] |
| 2019 | Japan Game Awards                                   | «Премия за выдающиеся достижения»                                | Detroit: Become Human   | Победа    | [ 207 ]         |

## Адаптация
20 июля 2022 года стало известно, что по мотивам игры будет выпущена манга «Детройт: Стать человеком — Истории Токио». Её действие разворачивается в Японии, главным героем является андроид-айдол Рейна. Манга написана Казами Саватари и проиллюстрирована Мото Сумидой под руководством Quantic Dream. «Истории Токио» были опубликованы на веб-сайте Comic Bridge 22 июля 2022 года.